# Paradiarsia herzi
Paradiarsia herzi är en fjärilsart som beskrevs av Hugo Theodor Christoph 1893. Paradiarsia herzi ingår i släktet Paradiarsia och familjen nattflyn. Inga underarter finns listade i Catalogue of Life.